# Spilichneumon ammonius
Spilichneumon ammonius är en stekelart som först beskrevs av Johann Ludwig Christian Gravenhorst 1820.  Spilichneumon ammonius ingår i släktet Spilichneumon och familjen brokparasitsteklar. Arten är reproducerande i Sverige. Inga underarter finns listade i Catalogue of Life.